# ديفيد فورد (منظر أعمال)
ديفيد فورد (بالإنجليزية: David Ford)‏ هو منظر أعمال ‏ بريطاني، ولد في 1944.